# Diplomatie publique de l'Ukraine

Drapeau ukrainien

La diplomatie publique de l'Ukraine est un instrument de la politique étrangère de l'Ukraine visant à promouvoir une image attrayante de l'État à l'étranger par le biais de la communication au niveau du public d'autres États. Elle comprend l'utilisation de la diplomatie culturelle, les médias sociaux, la coopération avec les organisations non gouvernementales et la diaspora ukrainienne, la création et la promotion d'une marque d'État, etc. L'impulsion pour l'intensification de la diplomatie publique ukrainienne a été la lutte contre l'agression armée de la Russie envers l'Ukraine et la guerre de l'information, la recherche par l'Ukraine d'un soutien étranger et le processus d'intégration européenne et euro-atlantique de l'Ukraine.

## Rôle de la diplomatie publique de l'Ukraine
La principale institution pour le développement et la mise en œuvre de la diplomatie publique en Ukraine est le Département de la Diplomatie Publique du ministère des Affaires Étrangères de l'Ukraine, qui a été créé en 2015. Les principales tâches de ce bureau sont les suivantes :
- le développement des relations publiques, des associations publiques et des médias entre les autres pays et l'Ukraine.
- la mise en œuvre de projets d'image, de culture et d'information de l'Ukraine à l'étranger.
- la coordination des mesures d'autres organes exécutifs dans ces domaines[1].

Le Département de Diplomatie Publique comprend le Département de Diplomatie Culturelle, le Département des Projets d'Image et le département des Relations avec les Médias. Le département dispose de sa « page Facebook officielle ».
Un rôle important dans la promotion de la composante culturelle de la diplomatie publique de l'Ukraine est joué par l'Institut ukrainien en collaboration avec les institutions spéciales du ministère de la Culture de l'Ukraine : la Fondation culturelle ukrainienne et l'Institut ukrainien du livre, qui promeuvent la culture ukrainienne et son intégration dans l'espace culturel mondial. Un exemple réussi de l'utilisation de la diplomatie culturelle est l'organisation de l'année culturelle Autriche-Ukraine, en 2019, au cours de laquelle un certain nombre d'événements ont été organisés et tenus dans les deux pays dans de nombreux domaines de la culture et de l'art.
Depuis 2006, 31 centres culturels et d'information ont été ouverts dans les missions diplomatiques étrangères de l'Ukraine, diffusant des informations sur l'Ukraine dans le pays accueillant.
Les expatriés ukrainiens (communautés de la diaspora ukrainienne et activistes de la nouvelle vague de soutien bénévole aux événements liés à la Révolution de la Dignité et aux actions militaires dans l'est de l'Ukraine) sont un puissant moyen de promotion de la culture ukrainienne. Entre 2013 et 2015, la dernière vague de la diaspora ukrainienne à l'étranger a fondé une cinquantaine de mouvements de volontaires.
La diaspora ukrainienne a également créé le Global Ukraine Network, qui vise à rassembler les ressources créatives, intellectuelles et financières des Ukrainiens du monde entier afin de soutenir l'effort de création d'un espace ukrainien extraterritorial où les principales organisations ukrainiennes, les dirigeants indépendants et les experts peuvent promouvoir les intérêts de l'Ukraine.

## Documents thématiques
Le concept de la popularisation de l'Ukraine dans le monde et la promotion des intérêts de l'Ukraine dans l'espace mondial de l'information.
(Approuvé par le décret du Cabinet des ministres d'Ukraine le 11 octobre 2016, № 739-r)
Objectif du concept :
- La popularisation de l'Ukraine dans les ressources d'information mondiales et les ressources d'information nationales des États étrangers, visant à protéger ses intérêts politiques, économiques et socioculturels, à renforcer sa sécurité nationale et à restaurer son intégrité territoriale.
- Formation d'une image positive de l'Ukraine en mettant en avant des informations objectives sur les avantages concurrentiels, les atouts, les réalisations significatives de notre pays sur la scène mondiale et les larges perspectives de coopération de la communauté internationale avec l'Ukraine.
- Mise en place au niveau interministériel d'activités opérationnelles et coordonnées constantes pour la préparation et la diffusion dans l'espace mondial d'informations véridiques et objectives sur l'Ukraine, en particulier sur ses différentes régions, ainsi que pour accroître l'attrait touristique et d'investissement de l'Ukraine[7].

La doctrine de la sécurité de l'information en Ukraine
(Approuvé par le décret du président d'Ukraine le 25 février 2017, № 47/2017)
L'objectif de la doctrine est de clarifier les principes de formation et de mise en œuvre de la politique d'information de l'État, principalement pour contrer l'influence destructrice de l'information de la fédération de Russie dans le contexte de sa guerre hybride. La doctrine, en particulier, énonce des principes tels que :
- Formation d'une image positive de l'Ukraine dans le monde, communication d'informations opérationnelles, fiables et objectives sur les événements en Ukraine à la communauté internationale.

- Développement du système de radiodiffusion étranger de l'Ukraine, en assurant la présence d'une chaîne ukrainienne de langue étrangère dans les réseaux câblés et dans la radiodiffusion par satellite en dehors de l'Ukraine[8].

Stratégie de Développement Durable Ukraine 2020
(Approuvé par le décret du Président d'Ukraine le 12 janvier 2015, № 5/2015)
La stratégie, en particulier, affirme la nécessité de créer et de mettre en œuvre un programme visant à promouvoir l'Ukraine dans le monde et à promouvoir les intérêts de l'Ukraine dans l'espace mondial, spécifié comme l'une des principales priorités, et le programme de création d'une marque « Ukraine ».

## Marque de l'Ukraine

Logo d'Ukraine NOW

En 2010, CFC Consulting a développé la première stratégie de marque nationale globale « Ukraine » pour le ministère des Affaires étrangères de l'Ukraine. Dans ce cadre, le slogan de positionnement de l'Ukraine à l'étranger a été créé : « Ukraine, moving in the fast lane ! »
Ukraine NOW est la marque officielle de l'Ukraine conformément à l'arrêté du Cabinet des ministres de l'Ukraine en date du 10 mai 2018. Le concept avec le logo a été designé par l'agence créative Banda pour établir la marque de l'Ukraine dans le monde entier, attirer les investissements dans le pays et améliorer le potentiel touristique. Ukraine NOW est une marque ouverte qui peut être utilisée par tout le monde. Le logo est activement utilisé par les agences gouvernementales et les entreprises ukrainiennes.
Les critiques de cette marque sont pour la plupart positives, comme en témoigne la victoire de Banda au Red Dot Design Award en 2018 pour la marque de l'Ukraine dans la catégorie de l'Identité d'Entreprise.